# Youri Poliakov
Youri Mikhaïlovitch Poliakov (Юрий Михайлович Поляков), né le 12 novembre 1954 à Moscou, est un écrivain, poète, dramaturge et journaliste russe, rédacteur en chef de la Literatournaïa gazeta de 2001 à 2017, lauréat du prix Bounine en 2008. Il est docteur en troisième cycle de lettres (thèse sur la littérature soviétique de guerre pendant la Seconde Guerre mondiale).

## Biographie
Youri Poliakov naît à Moscou dans une famille ouvrière et s'intéresse à la littérature dès ses jeunes années. Il commence à écrire de la poésie dans sa prime jeunesse et dès 1973 suit des cours de rédaction littéraire. Il fréquente le séminaire du poète Vadim Sikorski. Son premier poème publié paraît en 1974 dans le Moskovski Komsomolets. Il termine à l'institut pédagogique de l'oblast de Moscou la faculté de langue russe et de littérature, puis enseigne quelque temps dans une école ouvrière de jeunesse avant d'effectuer son service militaire en Allemagne de l'Est. Ensuite après une année d'enseignement, il entre au journal Moskovski literator où il demeure jusqu'en 1986.
C'est en 1979 que paraît son premier recueil de poésie Le Temps d'arrivée («Время прибытия») et en 1981 un nouveau, Conversation avec un ami («Разговор с другом»). Ses récits Cent jours avant l'ordre de service («Сто дней до приказа», publié en 1987 et paru au cinéma en 1990)  et L'Incident à échelon de district («ЧП районного масштаба», publié en 1985 dans la revue Iounost) rencontrent un énorme succès. L'Incident... sort en version filmée en 1988. Il raconte les déboires amoureux d'un jeune cadre du Komsomol à la fin de la période brejnévienne à Léningrad alors que l'URSS traversait une période de remise en question qui allait lui être fatale. C'est la première fois qu'était publiée et portée à l'écran une critique du système de cette organisation de jeunesse qui a lieu pendant la Perestroïka.
Il publie ensuite d'autres ouvrages sur sa vision satirique de la société de son époque: «Демгородок», «Апофегей», «Козлёнок в молоке». Une de ses productions littéraires la plus divertissante est Le Ciel des déchus («Небо падших»), roman policier sentimental à propos du prix cruel à payer pour s'enrichir. Son roman paru en 2005 Le Tsar des champignons («Грибной царь») est publié à 150 000 exemplaires. C'est une œuvre en forme d'aphorisme satirique sur les mœurs des cadres-dirigeants trentenaires ou quadragénaires et sur leur vie sexuelle et familiale.
Il fait paraître dans les années 2000 une série de pamphlets sur la situation politique et sur le rôle de la littérature dans la société russe transformée par les réformes. Il critique le conformisme des gens de lettres et les leviers de manipulation dans le monde littéraire. La critique remarque la langue de Poliakov, pleine d'allégories et de métaphores et son sens de l'ironie confinant au lyrique. En 2012, paraît son recueil de nouvelles Fuyant l'amour («Убегающий от любви») qui regroupe des récits anciens et nouveaux. Poliakov y étudie la psychologie de l'intelligentsia prospère en Russie, souvent celle d'un homme qui a réussi matériellement et qui est à la recherche de soi et qui décide selon l'expression de l'auteur « de commencer à vivre. »
D'octobre 2010 à juin 2012, Youri Poliakov a dirigé l'émission télévisée Contexte sur la chaîne «Россия-Культура» (Russie-Culture).
Durant l'invasion de l'Ukraine par la Russie en 2022, Youri Poliakov apporte son soutien au gouvernement russe,.
Youri Poliakov est marié et grand-père. Il demeure à Peredelkino, à côté de Moscou. Il fait partie du club d'Izborsk.

## Œuvres
- Время прибытия (poésie, 1979) [Le Temps d'arrivée]
- Разговор с другом (poésie, 1981) [Conversation avec un ami]
- Сто дней до приказа (1980, publié en 1987, film 1990) [Dix jours avant l'ordre de service]
- ЧП районного масштаба (1981, публикация в 1985, film 1988) [L'Incident à échelon de district]
- Работа над ошибками (1986, film 1987) [À la recherche des erreurs]
- Апофегей (1989) [Apofegueï]
- Парижская любовь Кости Гуманкова (1991, film 2005) [L'Amour parisien de Kostia Goumankov][7]
- Демгородок (1993) [Demgorodok, ou La Petite ville démocratique]
- Козлёнок в молоке (1995, film 2003) [Le Crétin dans le potage]
- Небо падших (1997, film 2000) [Le Ciel des déchus]
- Замыслил я побег... (1999, film 2005) [J'ai pensé fuir]
- Грибной царь (2005) [Le Tsar des champignons]
- Гипсовый трубач, или Конец фильма (2008) [Le Trompettiste de plâtre, ou la fin du film]
- Гипсовый трубач. Дубль два (2009) [Le Trompettiste de plâtre. Double deux]
- Конец фильма, или Гипсовый трубач (2012) [La Fin du film, ou le trompettiste de plâtre]